# Championnat de Jordanie de football 2013-2014
Navigation
Saison précédente Saison suivante
La saison 2013-2014 du Championnat de Jordanie de football est la soixante-cinquième édition du championnat de première division en Jordanie.
La compétition est disputée sous forme de poule unique où les douze meilleurs clubs du pays s'affrontent deux fois au cours de la saison, à domicile et à l'extérieur. En fin de saison, les deux derniers du classement sont relégués et remplacés par les deux meilleurs clubs de deuxième division.
C'est le club de Al-Weehdat Club qui remporte la compétition après terminé en tête du classement final, avec 4 points d'avance sur Al-Faisaly Club et onze sur Al Jazira Amman. Il s'agit du 13e titre de champion de Jordanie de l'histoire du club après celui remporté en 2011.

## Les clubs participants
| - Al-Weehdat Club - Al-Faisaly Club - Al Jazira Amman - That Ras - Al Buqa'a - Shabab Al-Hussein | - Al Ramtha Sports Club - Al-Sareeh SC - Shabab Al-Ordon Club - Mansheyat Bani Hasan - Al Arabi Irbid - Al Sheikh Hussein – Promu en Ligue 1 |

## Compétition
Le barème utilisé pour établir le classement est le suivant :
- Victoire : 3 points
- Match nul : 1 point
- Défaite : 0 point

### Classement
| Rang | Équipe                 | Pts | J  | G  | N  | P  | Bp | Bc | Diff |
| ---- | ---------------------- | --- | -- | -- | -- | -- | -- | -- | ---- |
| 1    | Al-Weehdat Club C      | 46  | 22 | 14 | 4  | 4  | 31 | 12 | +19  |
| 2    | Al-Faisaly Club        | 42  | 22 | 12 | 6  | 4  | 29 | 18 | +11  |
| 3    | Al Jazira Amman        | 35  | 22 | 9  | 8  | 5  | 26 | 18 | +8   |
| 4    | That Ras               | 34  | 22 | 7  | 13 | 2  | 26 | 18 | +8   |
| 5    | Al Buqa'a              | 29  | 22 | 7  | 8  | 7  | 33 | 29 | +4   |
| 6    | Shabab Al-Hussein      | 29  | 22 | 8  | 5  | 9  | 28 | 30 | -2   |
| 7    | Al Ramtha Sports Club  | 29  | 22 | 7  | 8  | 7  | 28 | 31 | -3   |
| 8    | Al-Sareeh SC           | 26  | 22 | 5  | 11 | 6  | 25 | 26 | -1   |
| 9    | Shabab Al-Ordon Club T | 26  | 22 | 7  | 5  | 10 | 32 | 42 | -10  |
| 10   | Mansheyat Bani Hasan   | 25  | 22 | 6  | 7  | 9  | 27 | 29 | -2   |
| 11   | Al Arabi Irbid         | 25  | 22 | 7  | 4  | 11 | 29 | 36 | -7   |
| 12   | Al Sheikh Hussein P    | 10  | 22 | 3  | 1  | 18 | 21 | 46 | -25  |

|  | Qualification pour le tour préliminaire de la Ligue des champions de l'AFC 2015          |
|  | Qualification pour la Coupe de l'AFC 2015                                                |
|  | Qualification pour la Coupe de l'UAFA 2014-2015                                          |
|  | Relégation directe en deuxième division                                                  |
|  | T : Tenant du titre C : Vainqueur de la Coupe de Jordanie P : Promu de deuxième division |

### Matchs
Abréviations : 
- AAI = Al Arabi Irbid
- AFC = Al-Faisaly Club
- AJA = Al Jazira Amman
- ALB = Al Buqa'a
- ARS = Al Ramtha Sports Club
- ASH = Al Sheikh Hussein
- ASS = Al-Sareeh SC
- AWC =  Al-Weehdat Club
- MBH = Mansheyat Bani Hasan
- SAH = Shabab Al-Hussein
- SAO = Shabab Al-Ordon Club
- THR = That Ras

| Résultats (▼dom., ►ext.) | AAI | AFC | AJA | ALB | ARS | ASH | ASS | AWC | MBH | SAH | SAO | THR |
| AAI                      |     | 0-2 | 0-1 | 1-2 | 3-1 | 0-3 | 1-1 | 1-2 | 0-0 | 2-1 | 2-1 | 2-3 |
| AFC                      | 2-1 |     | 0-0 | 2-0 | 1-1 | 1-0 | 2-0 | 1-0 | 1-0 | 1-2 | 2-2 | 1-1 |
| AJA                      | 1-0 | 1-0 |     | 1-1 | 6-2 | 1-0 | 1-2 | 0-1 | 0-1 | 2-0 | 1-1 | 1-1 |
| ALB                      | 6-0 | 1-2 | 2-1 |     | 0-1 | 2-0 | 1-1 | 1-2 | 0-3 | 1-3 | 3-2 | 2-2 |
| ARS                      | 2-1 | 0-0 | 3-1 | 2-1 |     | 3-0 | 1-1 | 0-1 | 0-0 | 3-0 | 3-4 | 0-2 |
| ASH                      | 1-2 | 0-1 | 0-2 | 2-2 | 5-1 |     | 2-1 | 0-3 | 2-3 | 0-4 | 0-2 | 0-2 |
| ASS                      | 1-3 | 2-3 | 2-2 | 0-0 | 1-1 | 2-1 |     | 0-2 | 2-0 | 0-1 | 4-1 | 1-1 |
| AWC                      | 3-2 | 2-0 | -   | 0-0 | 0-0 | 2-1 | 0-1 |     | 2-1 | 3-0 | 4-0 | 2-0 |
| MBH                      | 2-5 | 0-0 | 0-1 | 0-2 | 1-1 | 4-3 | 1-1 | 0-1 |     | 1-2 | 5-1 | 1-1 |
| SAH                      | 0-2 | 0-3 | 1-1 | 1-1 | 1-2 | 5-0 | 1-1 | 0-0 | 0-2 |     | 2-1 | 1-1 |
| SAO                      | 1-1 | 3-4 | 0-1 | 1-3 | 2-0 | 2-1 | 1-1 | 1-0 | 3-1 | 2-0 |     | 0-2 |
| THR                      | 0-0 | 2-0 | 0-0 | 2-2 | 0-0 | 1-0 | 0-0 | 2-0 | 1-1 | 1-3 | 1-1 |     |

## Bilan de la saison
| Championnat de Jordanie de football 2013-2014         |                             |
| Champion                                              | Al-Weehdat Club (13e titre) |
| Coupes et trophées                                    |                             |
| Vainqueur de la Coupe de Jordanie 2013-2014           | Al-Weehdat Club             |
| Qualifications continentales                          |                             |
| Ligue des champions de l'AFC 2014 (tour préliminaire) | Al-Weehdat Club             |
| Coupe de l'AFC 2014                                   | Al-Faisaly Club             |
| Coupe de l'UAFA 2013-2014                             | Al-Jazira Amman             |
| Coupe de l'UAFA 2013-2014                             | That Ras                    |
| Promotions et relégations                             |                             |
| Promus en première division                           | Al-Ahli Amman               |
| Promus en première division                           | Ittihad Al Ramtha           |
| Relégués en deuxième division                         | Al Arabi Irbid              |
| Relégués en deuxième division                         | Al Sheikh Hussein           |